# Roemeense presidentsverkiezingen 2009
Op 22 november en 6 december 2009 werden presidentsverkiezingen in Roemenië gehouden. In de eerste stemronde won geen enkele kandidaat, daarom was er een tweede ronde nodig. De tweede ronde ging tussen zittend president Traian Basescu en de oud-minister van Buitenlandse Zaken Mircea Geoană. Băsescu kreeg in de eerste ronde 32,4 en Geoană 31,2 procent. Oppositieleider Crin Antonescu stond met 20 procent van de stemmen op de derde plaats. Aan de eerste ronde van de presidentsverkiezingen namen twaalf kandidaten deel. Ongeveer 18 miljoen stemgerechtigde Roemenen konden hun stem uitbrengen op een van de twaalf presidentskandidaten. Ook konden ze tegelijkertijd in een niet-bindend referendum stemmen over een inkrimping van het parlement, wat aangenomen werd.

## Achtergronden
Op 1 januari 2007 vond de toetreding van Roemenië tot de Europese Unie plaats. Basescu maakte na zijn verkiezing in 2004 aanvankelijk werk van zijn belofte de corruptie aan te pakken, een zware EU-eis, en benoemde jurist en mensenrechtenactivist Monica Macovei tot minister van Justitie. Na de toetreding tot de EU staat kwam dat thema echter een stuk minder hoog op de politieke agenda te staan. Bij de presidentsverkiezingen speelden verder verschillende onderwerpen een belangrijke rol.

### Politieke crisis
Op 13 oktober viel de centrumlinkse regering, die bestond uit de PD-L van Băsescu en de PSD van Geoană. De coalitie stond onder leiding van een vertrouweling van Băsescu, Emil Boc. Bij de stemming in het parlement stemden 258 afgevaardigden voor en 176 tegen de motie van de oppositie. Het was de eerste val van een regering door een motie van wantrouwen in het postcommunistische Roemenië. De oppositie beschuldigde de regering van premier Boc ervan illegaal te fungeren, het land economisch en moreel te verstoren en enkel de herverkiezing van president Băsescu te willen veiligstellen. De motie van wantrouwen was ingediend door de Nationaal-Liberale Partij en de Democratische Unie van Hongaren in Roemenië. Tegen de regering stemden ook de socialisten (PSD). Die hadden twee weken eerder al hun ministers uit de grote regeringscoalitie met de PD-L teruggetrokken. De minderheidsregering van premier Emil Boc besloot aan de macht te blijven tot het parlement een nieuwe premier zou goedkeuren. Echter, twee kandidaten van Băsescu werden door het parlement naar huis gestuurd.
Door de sfeer rondom de verkiezingen lukte het niet een nieuwe regering te benoemen. "Deze verkiezingen onderbreken het functioneren van de instituties", aldus politiek analist en columnist Cristian Ghinea, "op het slechtst denkbare moment". De nieuwe president deed een voorstel voor een nieuwe premier. Tot die tijd zat Roemenië zonder een regering.

### Economische crisis
Roemenië is zwaar getroffen door de internationale economische crisis. In 2009 kwam daar een kabinetscrisis bij toen twee coalitiepartijen ruzie kregen en de centrumlinkse regering ten val brachten. Het Internationaal Monetair Fonds had een lening van 20 miljard toegezegd met als voorwaarde dat Roemenië snel een effectieve regering weet te vormen. Basescu wilde dat de centrumrechtse PD-L ging regeren en Geoana was voorstander van een brede coalitieregering. Doordat er geen regering was om een begroting voor 2010 voor te stellen, stelden de EU en het IMF de overboeking van een deel van hun miljardenlening uit. Het geld was dringend nodig om tijdens de economische crisis de lonen en pensioenen te blijven betalen. De economie kromp in het derde kwartaal jaar op jaar met 7,1 procent en voor het hele jaar werd een krimp van 8 procent verwacht. De nieuwe regering stond voor de opdracht ingrijpende hervormingen door te voeren die de voorbije jaren op de lange baan waren geschoven.

## Referendum
Naast de presidentsverkiezingen werd er ook een referendum gehouden. Eind oktober besloot president Basescu een raadgevend referendum uit te schrijven over verkleining van het in zijn ogen geldverslindende parlement. Hij stelde op 22 oktober voor om het parlement te veranderen van een tweekamerstelsel naar een eenkamerstelsel met 300 parlementariërs, in plaats van de huidige 137 senatoren en 334 vertegenwoordigers van de Kamer van Afgevaardigden. De vorige dag stemde het parlement tegen de voorstellen van de president, maar volgens de wet voor referenda is het besluit van het parlement niet bindend voor de president. In reactie op de plannen van de president had de liberale PNL een eigen voorstel ingediend, om het aantal parlementariërs te verminderen tot 99 senatoren en 217 vertegenwoordigers. Verschillende ngo's hadden geprotesteerd tegen het initiatief. Ze vreesden dat de gelijkheid tussen de kandidaten in het gedrang zou komen.
De kiezers kregen twee vragen:
1. Bent u het eens met het invoeren van een eenkamerstelsel in Roemenië?
2. Bent u het eens met het verminderen van het aantal parlementariërs naar maximaal 300 personen?

### Peilingen
1.Bent u het eens met het invoeren van een eenkamerstelsel in Roemenië?
| Onderzoeksbureau | Datum          | Bron | Ja  | Nee | Geen mening |
| ---------------- | -------------- | ---- | --- | --- | ----------- |
| CSOP             | 17/09-07/10/09 |      | 82% | 9%  | 8%          |
| CCSB             | 10-11/10/09    |      | 70% | 10% | 20%         |

### Uitslag referendum
Om het referendum geldig te laten verklaren, moest minimaal 50% + 1 van de stemgerechtigden stemmen. De autoriteiten maakten bekend dat 50,16% van het electoraat zijn of haar stem had uitgebracht, en daarmee was het referendum geldig.

## Resultaten

### Eerste stemronde

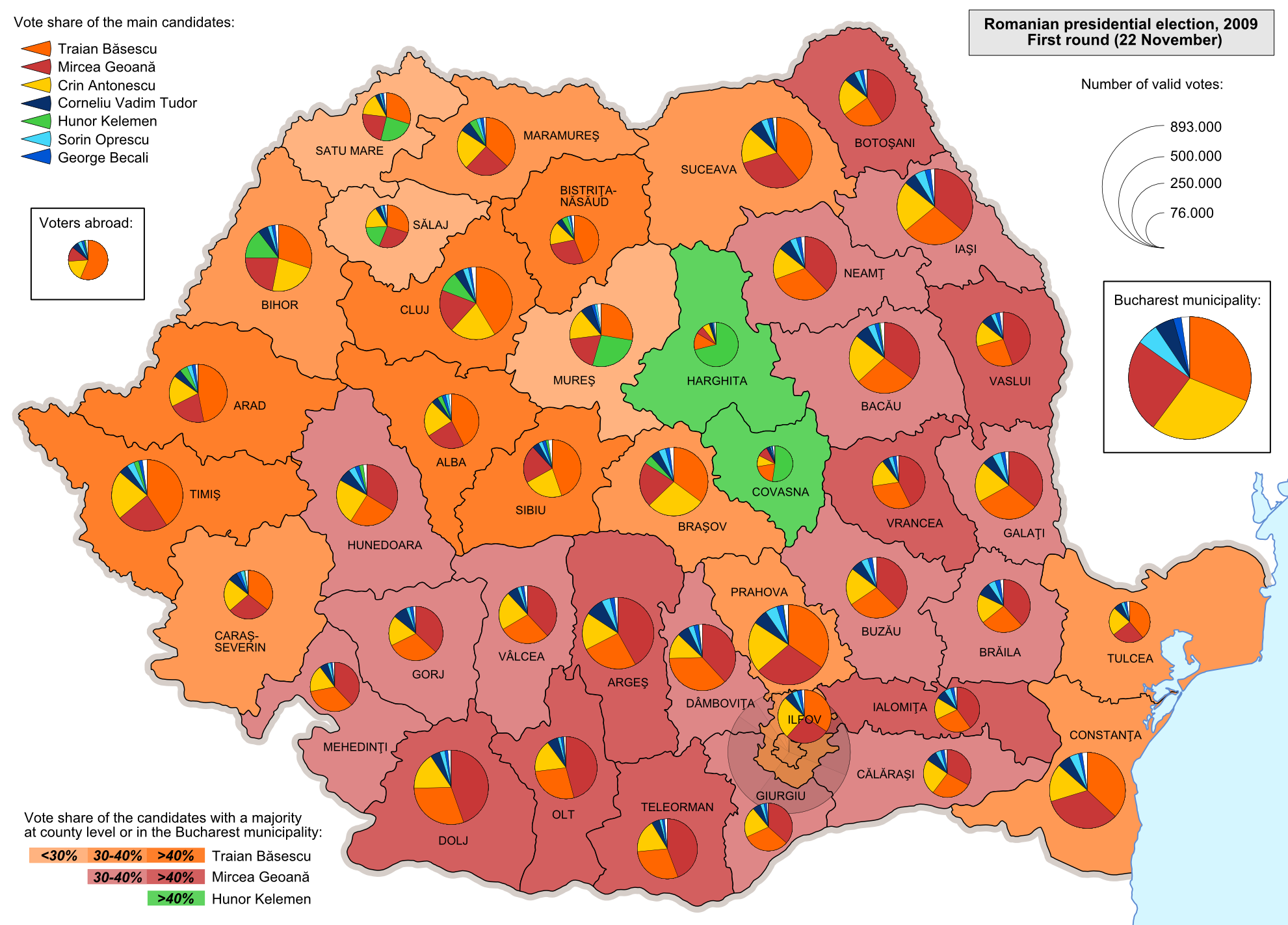
Uitslag van de eerste stemronde

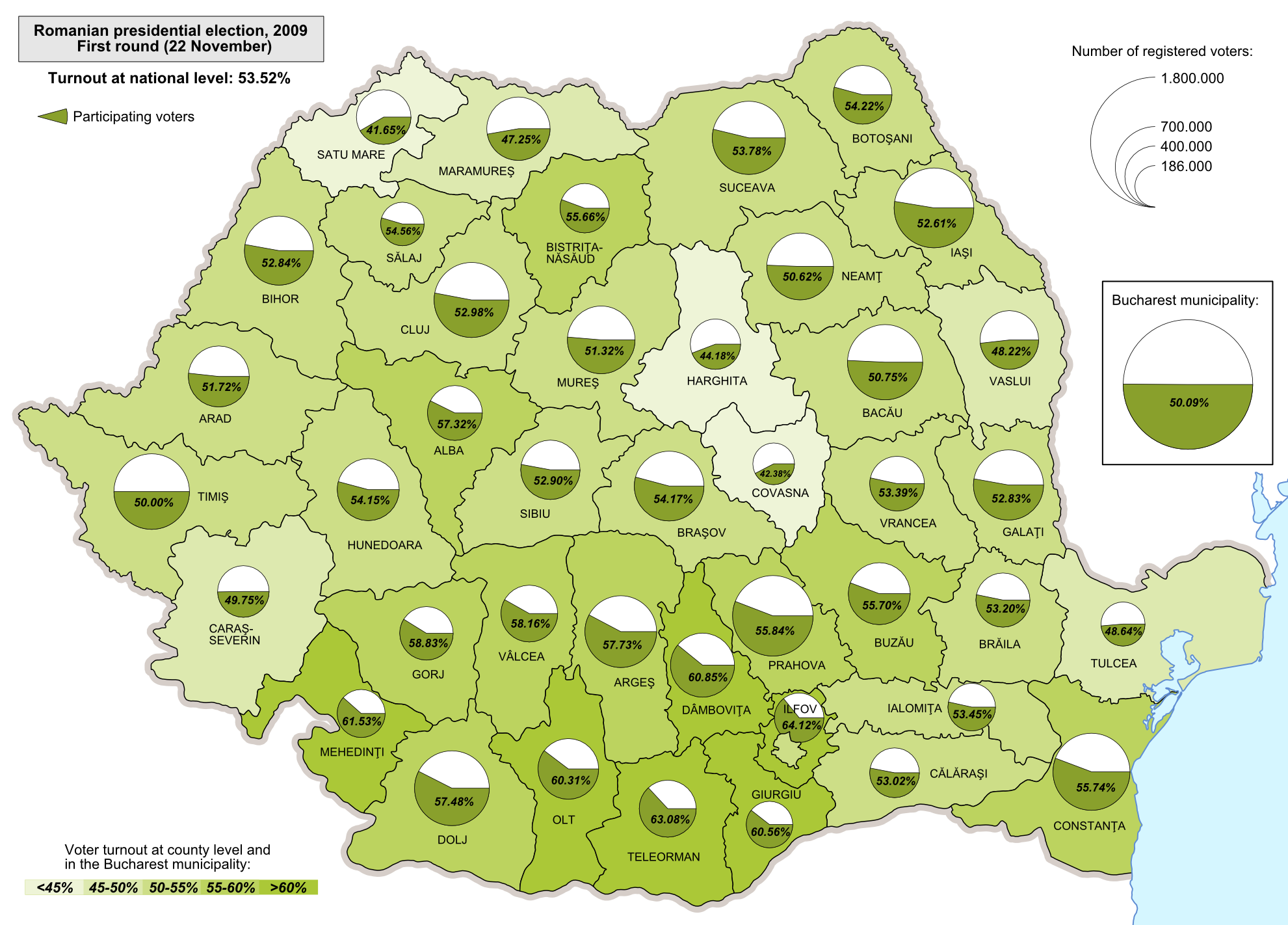
Opkomstpercentages bij de eerste stemronde

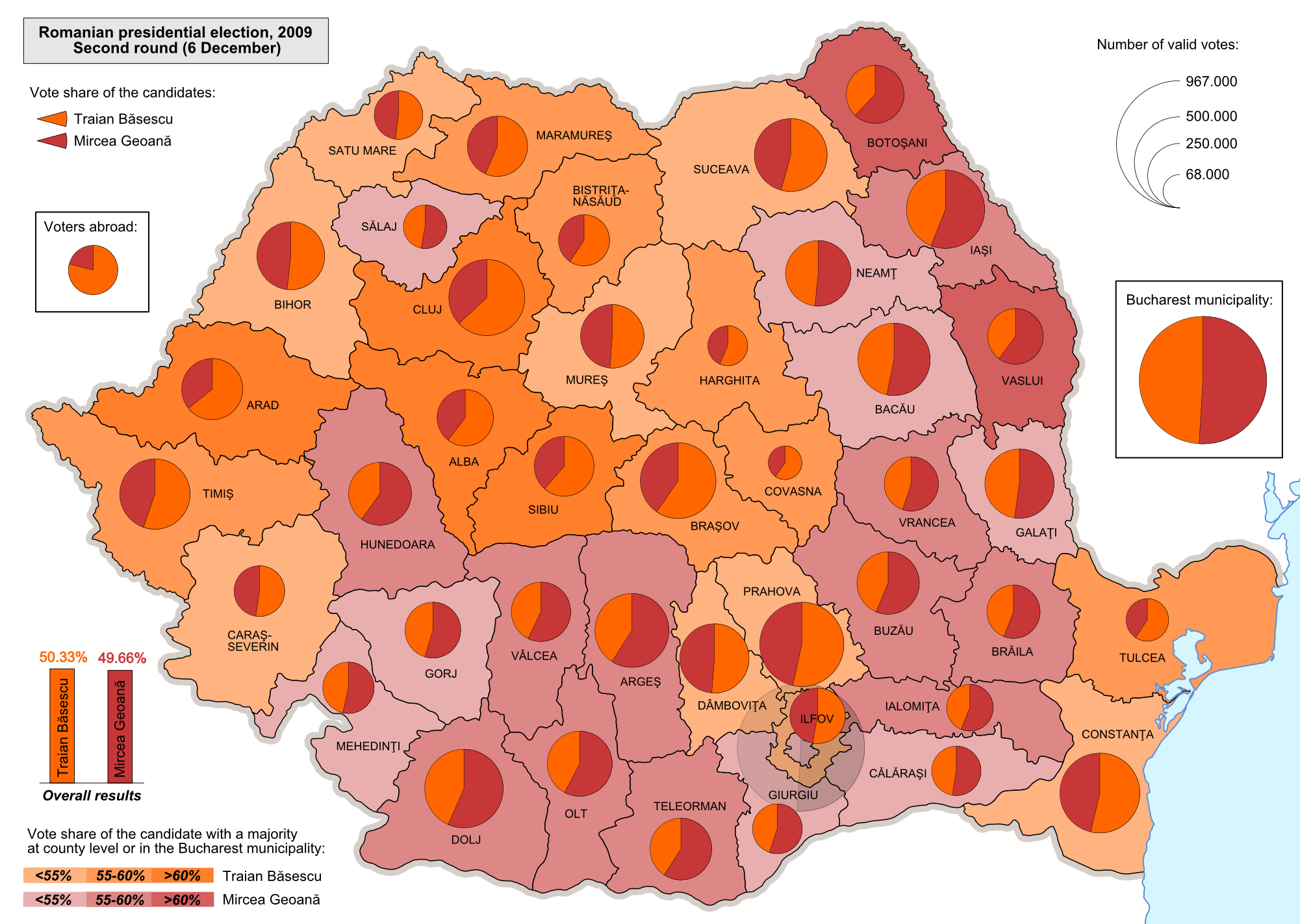
Uitslag van de tweede stemronde

Op de verkiezingsdag bleek dat al zo'n 250 keer aangifte was gedaan wegens fraude bij de presidentsverkiezingen. Zo fotografeerden veel kiezers die hun stem hadden verkocht, hun stembiljet met hun mobiele telefoon om te kunnen bewijzen dat zij 'goed' hadden gestemd Bij 3.500 speciale stembureaus voor kiezers die niet in hun eigen woonplaats konden stemmen werden veel meer stemmen uitgebracht dan werd verwacht. Volgens getuigen brachten busladingen kiezers die elders al hadden gestemd nogmaals hun stem uit bij deze bureaus. In Giurgiu in het zuiden van Roemenië werden twee mensen gearresteerd die geprobeerd zouden hebben stemmen te kopen en uit het hele land kwamen berichten over het omkopen van kiezers met bijvoorbeeld suiker, olie, dekens of bloemen.

### Tweede stemronde
Op 25 november sloten sociaaldemocraten en liberalen een verbond waarmee zij de tweede ronde van de presidentsverkiezingen ingingen. Als Geoană de verkiezingen zou winnen, zou hij op voorstel van de kleine liberale partij de onafhankelijke burgemeester van Sibiu, Klaus Johannis, aanstellen als premier. Op deze manier hoopte Geoană de steun van de liberalen te verwerven. De steun van de liberale Crin Antonescu-kiezers leek namelijk in de tweede, beslissende ronde de doorslag te zullen geven. Antonescu stond ideologisch dichter bij de liberaal Băsescu dan bij de sociaaldemocraat Geoana, maar de persoon Băsescu werd door veel aanhangers van Antonescu als onbetrouwbaar en wispelturig beschouwd. Stappen van de president om meer invloed op het parlement en de regering te krijgen werkten in zijn nadeel. Antonescu zelf sloot iedere samenwerking met Băsescu uit, die hij afschilderde als 'een populist en demagoog'. Hij zei Geoană te zullen steunen als 'de minste van twee kwaden'. Voorwaarde daarbij zou wel zijn dat Geoană instemde met de benoeming van de burgemeester van Sibiu als premier. Geoană stemde daar prompt mee in.
Voor het eerst in de Roemeense politiek besloten ook de Partidul România Mare en de Uniunea Democrată Maghiară din România de sociaaldemocraat te steunen. Met de steun van deze twee partijen kon Geoană rekenen op de steun van de PSD, PNL, UDMR, PRM, PAS, Partij van de Roma en het Revolutionaire Nationale Blok in de tweede stemronde. Ondanks de steun van de Roma-Partij had de 'koning' van de Roma in Roemenië besloten zijn steun uit te spreken voor Băsescu.
De samenwerking tussen de sociaaldemocraten en de liberalen kon rekenen op veel verzet onder de Roemeense burgers. In de Roemeense steden Timișoara en Brașov gingen op 1 december honderden mensen de straat op om te protesteren tegen het verbond. In Timișoara leidde het protest tot een handgemeen tussen betogers en de politie, maar er werden geen slachtoffers gemeld. De westelijke stad was twintig jaar geleden de bakermat van de anticommunistische Roemeense Revolutie. Er was veel verzet tegen een mogelijke terugkeer van de communisten in de vorm van een door sociaaldemocraten geleide coalitie. In Brașov, in Midden-Roemenië, gingen ongeveer driehonderd mensen de straat op. Ook Brașov speelde een leidende rol bij de oppositie tegen het communistische regime van voormalig dictator Nicolae Ceaușescu.

### Hertelling deel van de stemmen
Geoană eiste na het bekendmaken van de uitslag direct dat er fraude was gepleegd. Exit-polls wezen hem immers na het sluiten van de stembureau als winnaar aan. Het Constitutionele Hof besloot 138.000 stemmen te hertellen. De hertelling veranderde echter niets. De Roemeense kiescommissie stelde vast dat ruim tweeduizend van de hertelde stemmen geldig waren. Ruim elfhonderd waren voor Băsescu, krap 970 voor Geoană. De kiesraad maakte verder bekend dat Băsescu zijn tegenstander Geoană met een verschil van ruim 70.000 stemmen had verslagen. Băsescu zou 50,33 procent van de stemmen hebben gekregen en zijn uitdager 49,66 procent. Het hof moest nog een uitspraak doen over de geldigheid van de presidentsverkiezingen.

### Overzicht resultaten
| Kandidaten                                  | Kandidaten                                                               | Kandidaten | Eerste stemronde | Eerste stemronde | Tweede stemronde | Tweede stemronde |
| Kandidaat                                   | Partij                                                                   | Stemmen    | %                | Stemmen          | %                |                  |
| ------------------------------------------- | ------------------------------------------------------------------------ | ---------- | ---------------- | ---------------- | ---------------- | ---------------- |
| Traian Băsescu                              | Partidul Democrat Liberal (PD-L)                                         | 3.148.124  | 32,42            | 5.275.808        | 50,33            |                  |
| Mircea Geoană                               | Alianța Electoralǎ Partidul Social Democrat (PSD) + Partidul Conservator | 3.026.604  | 31,17            | 5.205.760        | 49,66            |                  |
| Crin Antonescu                              | Partidul Național Liberal                                                | 1.943.992  | 20,02            |                  |                  |                  |
| Corneliu Vadim Tudor                        | Partidul România Mare                                                    | 539.721    | 5,55             |                  |                  |                  |
| Hunor Kelemen                               | Uniunea Democrată Maghiară din România                                   | 372.732    | 3,83             |                  |                  |                  |
| Sorin Oprescu                               | Onafhankelijk                                                            | 309.472    | 3,18             |                  |                  |                  |
| George Becali                               | Partidul Noua Generație - Creștin Democrat                               | 186.143    | 1,91             |                  |                  |                  |
| Remus Cernea                                | Partidul Verde                                                           | 60.479     | 0,62             |                  |                  |                  |
| Constantin Rotaru                           | Partidul Alianța Socialistă                                              | 43.664     | 0,45             |                  |                  |                  |
| Gheorghe-Eduard Manole                      | Onafhankelijk                                                            | 34.152     | 0,35             |                  |                  |                  |
| Ovidiu-Cristian Iane                        | Partidul Ecologist Român                                                 | 22.493     | 0,23             |                  |                  |                  |
| Constantin-Ninel Potîrcă                    | Onafhankelijk                                                            | 21.293     | 0,21             |                  |                  |                  |
| Ongeldige stemmen                           | Ongeldige stemmen                                                        | 227.361    | 2,28             |                  |                  |                  |
| Totaal: 18.291.258 stemmen (opkomst 54.32%) | Totaal: 18.291.258 stemmen (opkomst 54.32%)                              | 9.936.695  | 100%             |                  | 100%             |                  |
| Bron: Biroul Electoral Central              |                                                                          |            |                  |                  |                  |                  |

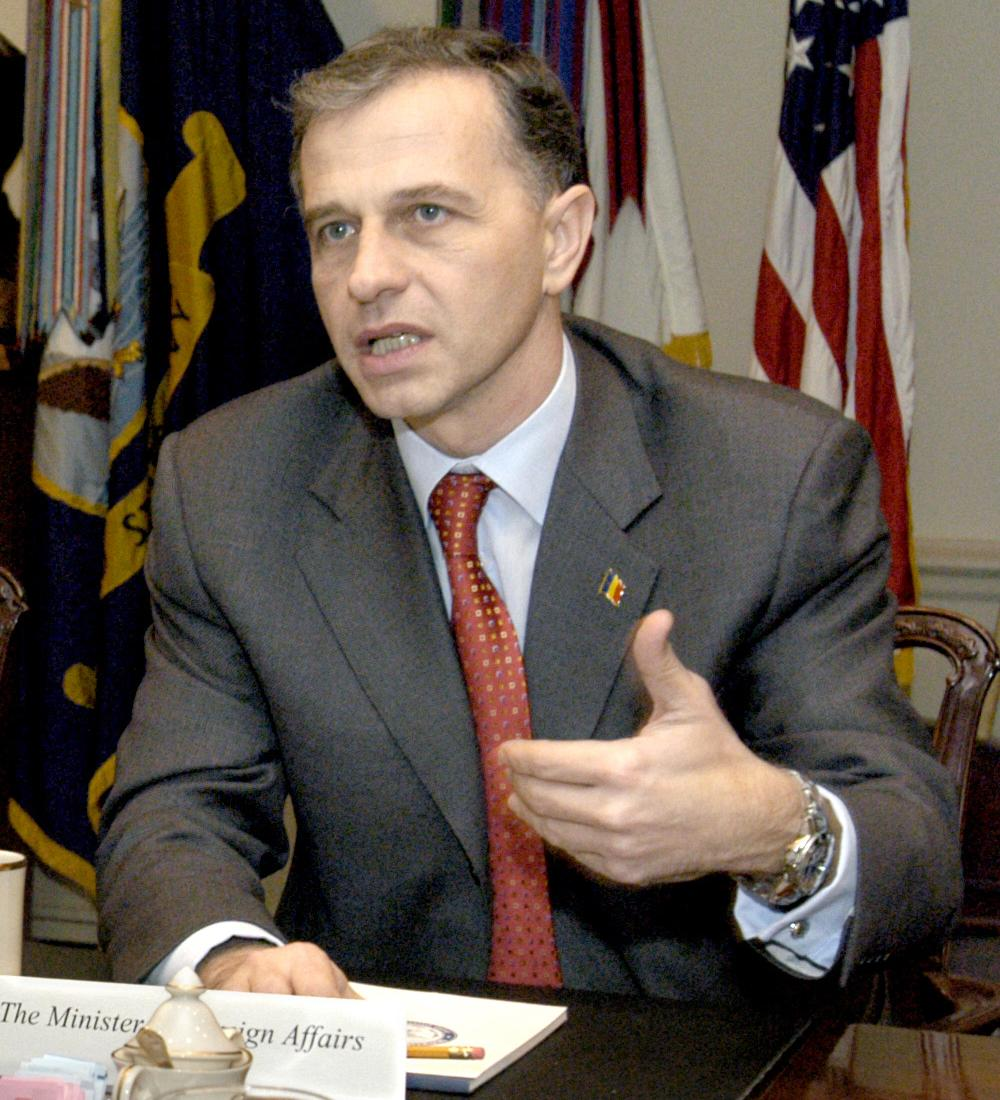
Mircea Geoană, PSD

## Peilingen
Opmerking: De peilingen werden gedurende de campagne bekritiseerd omdat ze onbetrouwbaar zouden zijn, met grote verschillen in resultaten tussen de verschillende onderzoeksbureaus.

### Eerste ronde (22 november)
| Onderzoeksbureau    | Datum          | Bron | Băsescu | Geoană | Antonescu | Oprescu | Tudor | Kelemen | Others | Geen mening |
| ------------------- | -------------- | ---- | ------- | ------ | --------- | ------- | ----- | ------- | ------ | ----------- |
| GSS                 | 16/05/2009     |      | 30,8%   | 24,3%  | 20,3%     |         | 5,5%  | N/A     | 7,8%   | 5%          |
| CURS                | 26/06/2009     |      | 36%     | 24%    | 20%       |         | 11%   | 2%      | 3%     | N/A         |
| INSOMAR             | 12/07/09       |      | 35,7%   | 29,6%  | 16,8%     |         | 11,9% | N/A     | N/A    | N/A         |
| Gallup Romania      | 16-20/07/09    |      | 35%     | 18%    | 20%       |         | 10%   | 3%      | N/A    | N/A         |
| CCSB                | 17-19/09/2009  |      | 34%     | 18%    | 19%       | 12%     | 7%    | 1%      | N/A    | N/A         |
| INSOMAR             | 8-11/10/09     |      | 33,4%   | 28,5%  | 14,5%     | 8,1%    | 6,1%  | 4,3%    | N/A    | N/A         |
| CSOP                | 16-18/10/09    |      | 35%     | 24%    | 19%       | 8%      | 4%    | 4%      | N/A    | N/A         |
| CURS                | 15-22/10/09    |      | 31%     | 30%    | 17%       | 9%      | 5%    | 4%      | 4%     | N/A         |
| BCS                 | 19/10/09       |      | 31,3%   | 21,9%  | 23,8%     | 10,4%   | 3,7%  | 3,8%    | 5,1%   | N/A         |
| Operations Research | 20-23/10/09    |      | 31%     | 21%    | 22%       | 12%     | 6%    | 2%      | 6%     |             |
| INSOMAR             | 29/10-1/11 /09 |      | 30%     | 32%    | 19%       | 6%      | 7%    | 3%      | 5,1%   | N/A         |
| Gallup Romania      | 01-03/11/09    |      | 32,5%   | 21,5%  | 21,5%     | 11%     | 5%    | 2.5%    | N/A    |             |
| CCSB                | 03/11/09       |      | 34%     | 30%    | 18%       | 14%     | 3%    | 1%      | 1%     |             |
| INSOMAR             | 09/11/09       |      | 31%     | 32%    | 18%       | 5%      | 6%    | 5%      | N/A    |             |
| CCSB                | 11/11/09       |      | 34%     | 31%    | 16%       | 10%     | 4%    | 3%      | 2%     |             |
| Operations Research | 15/11/09       |      | 30%     | 23%    | 26%       | 8%      | 6%    | 4%      | 3%     |             |
| CSOP                | 18/11/09       |      | 37%     | 27%    | 20%       | 6%      | 3%    | 5%      | 2%     |             |
| Operations Research | 19/11/09       |      | 32,5%   | 23,5%  | 24,5%     | 7%      | 6%    | 4%      | 2,5%   |             |

### Tweede ronde (6 december)
| Onderzoeksbureau | Datum          | Bron   | Băsescu | Geoană |
| ---------------- | -------------- | ------ | ------- | ------ |
| INCOR            | 28/06/2009     |        | 52%     | 48%    |
| CCSB             | 27/07/2009     |        | 53%     | 47%    |
| CCSB             | 03/10/09       |        | 47%     | 53%    |
| CSOP             | 07/10/09       |        | 53%     | 47%    |
| INSOMAR          | 8-11/10/09     |        | 49.4%   | 50.6%  |
| CURS             | 26/10/2009     |        | 50%     | 50%    |
| INSOMAR          | 29/10-1/11 /09 |        | 47%     | 53%    |
| CCSB             | 3/11/09        |        | 46%     | 54%    |
| INSOMAR          | 6-9/11/09      |        | 47%     | 53%    |
| INSOMAR          | 28-29/11/09    |        | 46%     | 54%    |
| CCSB             | 05/12/09       | [ 14 ] | 46%     | 54%    |